# Осмунд Солсберийский
Святой Осмунд, граф Се (др.-англ. Osmund, норм. Osmond, лат. Osmundus; XI век, Се — 3 декабря 1099, Солсбери, Уилтшир) — нормандский дворянин, лорд-канцлер (1070—1078) при Вильгельме Завоевателе, епископ Солсбери (или Старого Сарума) с 1078 года до своей смерти.

## Биография
Осмунд, уроженец Нормандии, сопровождал Вильгельма, герцога Нормандии, в Англию и приблизительно в 1070 году стал канцлером завоёванного королевства. Он участвовал во многих гражданских делах и был одним из главных уполномоченных составителей «Книги Страшного суда».
Папа Григорий VII назначил Осмунда епископом Солсбери властью; рукоположен архиепископом Ланфранком в районе 3 июня 1078 года. Его епархия, включавшая графства Дорсет, Уилтшир и Беркшир, вобрала в себя бывшие епархии Шерборн и Рамсбери под руководством его предшественника — епископа Германа — на Лондонском синоде 1075 года.
Биограф Генриха I Уоррен Холлистер предполагает, что Осмунд в некоторой степени отвечал за образование будущего короля. 
В 1086 году он присутствовал на витенагемоте в Старом Саруме, когда была утверждена «Книга Страшного суда» и крупные землевладельцы присягнули государю.
За двадцать лет епископства Осмунд совершил три важных деяния: построил собор Старого Сарума, который был освящён в апреле 1092 года; учредил кафедральный капитул по нормандскому образцу; и ввёл Сарумский обряд.
Осмунд умер в ночь на 4 декабря 1099 года. Должность епископа Солсбери оставалась вакантной на протяжении восьми лет, пока её не занял Роджер Солсберийский, видный государственный деятель и советник короля Генриха I. Останки были перенесены из собора Старого Сарума в Солсберийский собор в июле 1457 года. Роскошная гробница была разрушена при Генрихе VIII. Установленная взамен плита с простой надписью mxcix находится в часовне Богоматери.

## Прославление
В 1228 году епископ Солсбери и каноники обратились к папе Григорию IX с просьбой о канонизации Осмунда, однако только через 230 лет после этого, 1 января 1457 года, папа Каликст III издал соответствующую буллу. В 1472 году папа Сикст IV выдавал особую индульгенцию за посещение его собора в день его поминовения.
В 1481 году синод в соборе Святого Павла установил день его памяти на 4 декабря. Церковь Англии поминает Осмунда 16 июля.